# Франческа да Римини
Франческа да Римини или Франческа да Полента (на италиански: Francesca da Rimini, Francesca da Polenta; * 1259/1260, Равена; † 1285, Градара) е италианска благородничка. Тя е съвременничка на Данте Алигиери и е героиня в неговата „Божествена комедия“ (по-точно в Песен V на „Ад“). Става известна, понеже е убита от нейния съпруг Джовани Малатеста заради изневярата ѝ с неговия брат Паоло.

## Произход
Франческа е дъщеря на Гуидо I да Полента (* 1250, † 1310) от фамилията Да Полента, италиански кондотиер, господар на Равена (1275 – 1297), и на Червия (1282 – 1297), и на съпругата му благородничка от семейство Фонтана, навярно с име Франческа и потомка на Алдигиеро, която от Ферара бяга в Равена. Има шест братя:
- Ламберто (* 1275, † 1316), господар на Равена
- Бернардино († 1313), господар на Червия
- Остазио (* 1282, † 1346), кондотиер, господар на Равена и на Червия
- Мануеле († 1302)
- Гуидучо († 1333)
- Банино или Бандино († 1325), кондотиер, господар на Червия

## Биография
Франческа е дадена за жена на Джовани „Джанчото“ Малатеста, бъдещ господар на Пезаро (1294 – 1304), командир, който се бие заедно с брат си Паоло за рода Да Полента във войната срещу съперничещото им семейство Траверсари за господството над града. Джанчото е син на владетеля на Римини Малатеста да Верукио. Сватбата е организирана от семействата поне от 1266 г., но не е ясно дали за да установи траен мир между двете синьории, които често се сблъскват, или в знак на признание на Малатеста, помогнали на Гуидо да наложи господството си над Равена. Във всеки случай това със сигурност не е брак по любов, защото през 1275 г., когато е на 15 – 16 години, Франческа изневерява на съпруга си с неговия брат Паоло Малатеста „Хубавия“, съпруг на Орабила Беатриче.
Малко се знае за Франческа, но е сигурно е, че ражда дъщеря Конкордия Малатеста.
Според известната история на Данте Алигиери, единственият свидетел и синхронен разказвач на историята, тя се влюбва в Паоло Малатеста. Между двамата се заражда тайна любов, която, веднъж разкрита, води до убийството на двамата влюбени от страна на измамения съпруг. Според разказа на Данте (Песен V, стих 137: „Галеот [посредник] бе книгата и който я написа“), двамата влюбени се поддават на изкушението, докато четат роман за любовната история между Ланселот и Гуиневир (от „Цикъла за Артур“): Гуиневир е обичала Ланселот, докато е била омъжена за крал Артур, с помощта на кралския сенешал Галеот. По този начин Данте изразява имплицитна критика към рицарската поезия, отговорна за привличането на похотливи инстинкти (не само хората, но и книгите могат да доведат до грях).
Смъртта на Паоло и Франческа, според най-новите проучвания, настъпва между 1283 и 1285 г., когато Джанчото е малко над 40 г., Паоло между 37 и 39 г., а Франческа – на 23 г. Има и няколко разказа за „кървавата драма“, за които се съобщава през следващите десетилетия и векове. Някои, като Винченцо Карари в своята „История на Романя“, твърдят, че Джанчото, след като хваща жена си и брат си в леглото прегърнати и спящи, ги пронизва с един удар.

## Брак и потомство
∞ за Джовани „Джанчото“ Малатеста († 1304), бъдещ господар на Пезаро (1294 – 1304), командир, от когото има една дъщеря:
- Конкордия Малатеста

## В културата

### Театър
- Франческа да Римини, трагедия от Силвио Пелико (1815)
- Франческа да Римини от Габриеле д'Анунцио (1901). Репетициите са режисирани от самия Д'Анунцио в Театър „Пергола“, докато премиерата е в Театър „Костанци“ в Рим. В ролята на Франческа е Елеонора Дузе, която рецитира, въпреки че не чува ролята и започва да понася зле театралния аматьоризъм на Д'Анунцио. Играта ѝ е определена като „парализирана“ от Луиджи Пирандело.
- В пиесата La Divina Commedia Opera Musical на Марко Фризина (2007) в ролята на Франческа е Мануела Дзаниер и Рози Бонфилио.

### Кино
- Francesca da Rimini; or, The Two Brothers, реж. Джеймс Стюарт Блектън (1908), американски късометражен ням филм
- Francesca da Rimini, реж. Джеймс Стюарт Блектън (1910), американски късометражен ням филм; в ролята ѝ е Флорънс Търнър
- Paolo e Francesca - La storia di Francesca da Rimini, реж. Рафаело Матацаро (1949), италиански игрален филм

### Музика
- Пьотър Илич Чайковски, Francesca da Rimini op. 32 (синфонична фантазия)
- Сергей Рахманинов, Francesca da Rimini (опера)
- Амброаз Тома, "Françoise de Rimini", опера по либрето на Жул Барбие и Мишел Каре, поставена на 14 април 1862 г. в Париж
- Рикардо Дзандонай, Francesca da Rimini (опера, взета от едноименната драма на Габриеле д'Анунцио, поставена през 1913 г.)
- Луиджи Манчинели, Paolo e Francesca (опера в едно действие с либрето на Атуро Колаути, поставена в Болоня през 1907 г.)
- Емануеле Боргата, Francesca da Rimini (загубена мелодрама, от която е съхранена само една ария)
- Ню Тролс, парче Paolo e Francesca (албум UT, 1972)
- Мурубуту, парче Paolo e Francesca (албум Infernum, 2020)
- Саверио Меркаданте, Francesca da Rimini (1830 – 31), първо модерно представяне през 2016 г.

### Живопис и скулптура
Единственият предполагаем портрет на Франческа вече не съществува, а останалите са измислени: тя е изобразена със сестра си монахинята Киара на стенопис (за който остава фотографско свидетелство от Братя Алинари), която украсява църквата „Санта Мария ин Порто Фуори“ в Равена, дело на Джовани Баронцио и Пиетро да Римини.
- Паоло и Франческа (1785), платно на Йохан Хайнрих Фюзли
- Паоло и Франческа (1790), статуя на Антонио Канова
- Паоло и Франческа изненадани от Джанчото (1805 – 10), платно на Йозеф Антон Кох
- Фаталната любов на Франческа от Римини и Паоло Малатеста (1812), платно на Мари Филип Купен дьо ла Купери
- Франческа и нейният любим Паоло Малатеста (1819), маслено платно на Жан Огюст Доминик Енгър
- Данте среща Паоло и Франческа (пр. 1823), маслено платно на Витале Сала
- Паоло и Франческа (1845), платно на Уилям Дайс
- Данте и Вергилий срещат Паоло и Франческа (1846), платно на Джузепе Фраскиери
- Данте и Вергилий срещат Паоло и Франческа (1849), платно на Антон Карингер
- Франческа да Римини и Паоло Малатеста, наблюдавани от Данте и Вергилий (ср. XIX век), поредица от картини на Ари Шефер
- Паоло и Франческа, рисунка на Алфред Елмор
- Франческа да Римини и Паоло Малатеста (), рисунка от Гюстав Доре
- Паоло и Франческа (2-ра пол. на XIX век), маслено платно на Чарлз Едуард Хале
- Паоло и Франческа (1863), скулптура на Алесандро Путинати
- Паоло и Франческа (1864), маслено платно на Анселм Фойербах
- Паоло и Франческа да Римини (1867), платно на Данте Габриел Росети
- Смъртта на Франческа да Римини и Паоло Малатеста (ок. 1870), платно на Александър Кабанел
- Паоло и Франческа или Целувката (1880), картина на Амос Касиоли
- Франческа и Паоло (1885), маслено платно на Людвиг Веселовский
- Целувката с първоначално заглавие Франческа да Римини (1888), статуя на Огюст Роден
- Франческа да Римини и Паоло (ок. 1890), платно на Ерст Климт
- Паоло и Франческа (1894), маслено платно на Франк Бърнард Дикси
- Паоло и Франческа (1902), рисунка на Амелия Бауерле

### Видеоигри
В Dante's Inferno – динамично приключение от 2010 г., Франческа да Римини е една от прокълнатите души, които могат да бъдат освободени или прокълнати.

## Галерия
- Йохан Хайнрих Фюзли, Паоло и Франческа, изненадани от Джанчото Малатеста (1785)
- Йозеф Антон Кох, Паоло и Франческа изненадани от Джанчото (1805 – 10)
- Витале Сала, Данте среща Паоло и Франческа (пр. 1823)
- Уилям Дайс, Паоло и Франческа (1845)
- Ари Шефер, Данте и Вергилий с Паоло и Франческа (ср. 19 век)
- Александър Кабанел, Смъртта на Франческа да Римини и Паоло Малатеста (ок. 1870)
- Амос Касиоли, Паоло и Франческа (1880)
- Ари Шефер – Духовете на Паоло и Франческа, 1855
- Гаетано Превиати – Паоло и Франческа, ок. 1887
- Йозеф Антон Кох, Ад: Паоло и Франческа, 1825
- Гаетано Превиати, Паоло и Франческа, 1909
- Мари Филип Купен дьо ла Купери, Фаталната любов на Франческа от Римини и Паоло Малатеста (1812)
- Жан Огюст Доминик Енгър, Джанчото разкрива Паоло и Франческа (1819)
- Антон Карингер, Данте и Вергилий срещат Паоло и Франческа (1849)
- Джузепе Фраскиери, Данте и Вергилий срещат Паоло и Франческа (1846)
- Чарлз Едуард Хале, Паоло и Франческа (2-ра пол. на 19 век)
- Анселм Фойербах, Паоло и Франческа (1864)
- Гюстав Доре, Франческа да Римини и Паоло Малатеста ()
- Алфед Елмор, Паоло и Франческа
- Ерст Климт, Франческа да Римини и Паоло (ок. 1890)
- Лайош Гюлаши, Паоло и Франческа, 1903
- Амелия Бауерле, Паоло и Франческа (1902)
- Франк Дикси, Паоло и Франческа
- Людвик Веселовский, Франческа и Паоло (1885)
- Алесандро Путинати, Паоло и Франческа (1863)
- Огюст Роден, Целувка (1888)
- Огюст Роден, Паоло и Франческа, 1886
- Антонио Канова, Паоло и Франческа (1790)